# Gouverneur général du Sichuan

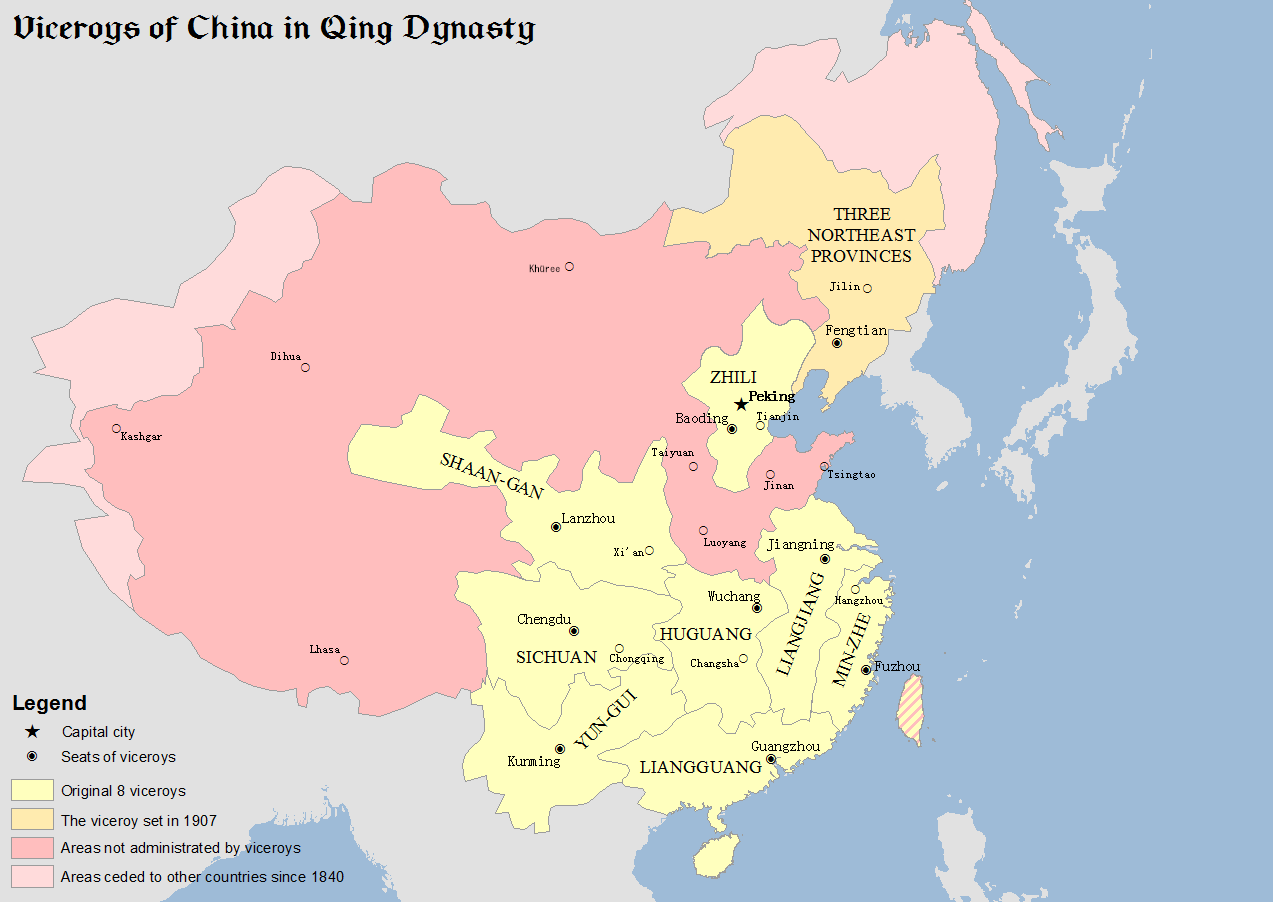
division des territoires des gouverneurs généraux (ou vice-)rois sous la dynastie Qing, en 1907

Le titre de gouverneur général du Sichuan (mandchou : ᠰᡟᠴᡠᠸᠠᠨ ᡳ
ᡠᡥᡝᡵᡳ

ᡴᠠᡩᠠᠯᠠᡵᠠ

ᠠᠮᠪᠠᠨ transl. : sycuwan i uheri kadalara amban ; chinois : 四川总督 ; pinyin : Sìchuān zǒngdū ; litt. « gouverneur du Sichuan ») également traduit par vice-roi du Sichuan, est un titre de gouverneur général, donné pendant la dynastie Qing pour la gouvernance régionale de la province du Sichuan.
Zhao Erxun obtient ce poste avant de devenir gouverneur général du Huguang, à partir d'août 1907. il est alors remplacé par son frère, Zhao Erfeng, à ce poste au Sichuan.